# Kristen Michal
Kristen Michal (Tallin, 12 de julio de 1975) es un político estonio que se desempeña como primer ministro de Estonia desde julio de 2024. Miembro del Partido Reformista Estonio, ejerció como ministro de Clima en el tercer gabinete de Kaja Kallas de 2023 a 2024.
Previamente fue ministro de Asuntos Económicos e Infraestructuras en el gabinete de Taavi Rõivas entre el 9 de abril de 2015 y el 22 de noviembre de 2016. También se desempeñó como ministro de Justicia de 2011 a 2012.

## Temprana edad y educación
Michal nació en Tallin el 2 de julio de 1975. Estudió derecho en la Academy Nord y se graduó en 2009. Ha estado realizando estudios de maestría en derecho en la Facultad de Derecho de la Universidad de Tallin desde 2009.

## Carrera política
Michal trabajó como asesor en diferentes niveles para el Partido Reformista de 1996 a 2002. Se convirtió en asesor del entonces primer ministro Siim Kallas en 2002. Michal se desempeñó como anciano del centro de la ciudad de Tallin durante un año (2002-2003). En 2003, fue nombrado secretario general del Partido Reformista y ocupó este cargo hasta 2011. Michal ha sido miembro del Riigikogu de 2005 a 2011 y de 2012 a 2015.
Fue nombrado Ministro de Justicia el 6 de abril de 2011, en sustitución de otro miembro del Partido Reformista, Rein Lang.
En mayo de 2012, Michal estuvo en el centro de las acusaciones de Silver Meikar, miembro del Partido Reformista y exmiembro del Riigikogu, de que el Partido Reformista había estado recibiendo donaciones de fuentes dudosas durante años. Tanto Michal como el primer ministro Andrus Ansip negaron estas acusaciones. Delegados del organismo de control anticorrupción GRECO del Consejo de Europa visitaron el país en junio de 2012 para investigar las acusaciones. El 31 de julio de 2012, la Fiscalía del Estado de Estonia anunció que Michal y Kalev Lillo, otro miembro del Partido Reformista, eran sospechosos en este caso y que ambos habían sido interrogados. Michal fue investigado por acusaciones de blanqueo de dinero y financiación ilegal de partidos. El 10 de septiembre de 2012, primer día de la sesión parlamentaria, la facción del Partido Socialdemócrata inició un proceso de petición para la dimisión de Michal mediante un voto de censura. Sin embargo, la petición fracasó el 19 de septiembre de 2012 cuando el partido abandonó el proceso. Michal anunció que si lo declararan culpable, dimitiría de su cargo. La Fiscalía del Estado de Estonia cerró el caso el 15 de octubre de 2012 sin encontrar pruebas de irregularidades.
El mandato de Michal como Ministro de Justicia finalizó el 10 de diciembre de 2012, cuando dimitió de su cargo. Fue reemplazado en ese cargo por Hanno Pevkur. Del 9 de abril de 2015 al 23 de noviembre de 2016, Michal se desempeñó como ministro de Asuntos Económicos e Infraestructura.
El 29 de junio de 2024, Michal fue nominado por el Partido Reformista para reemplazar a Kaja Kallas como Primer Ministro tras el nombramiento de este última como Alta Representante de la Unión para Asuntos Exteriores y Política de Seguridad de la Unión Europea.